# فهرست میراث جهانی در غرب آسیا
فهرست میراث جهانی در غرب آسیا شامل ۷۱ میراث جهانی در ۱۶ کشور ارمنستان، آذربایجان، بحرین، قبرس، گرجستان، ایران، عراق، اسرائیل، اردن، لبنان، عمان، عربستان سعودی، سوریه، ترکیه، امارات متحده عربی و یمن می‌شود. کویت نیز در این منطقه قرار دارد ولی هیچ گونه میراث جهانی در آن ثبت نشده‌است.
در میان کشورهای غرب آسیا ایران با ۲۶ میراث ثبت شده در یونسکو بیشترین میراث جهانی را دارد.
چغازنبیل، تخت جمشید، میدان نقش جهان از ایران و دمشق در سوریه نخستین مکان‌هایی بودند که در ۱۹۷۹ در این منطقه در فهرست میراث جهانی ثبت شدند.
میراث‌ها با شش معیار برای میراث فرهنگی و چهار معیار برای میراث طبیعی مشخص می‌شوند.
در غرب آسیا از ۷۱ میراث ثبت شده تا سال ۲۰۱۱، ۶۷ میراث فرهنگی، ۱ میراث طبیعی و ۳ میراث ترکیبی بوده‌است.
در سرزمین‌های غرب آسیا ۷ میراث از جمله، آشور و سامرا در عراق، زبیده در یمن، در فهرست میراث جهانی در معرض خطر قرار دارند.

## شرح
نام; توسط کمیته میراث جهانی فهرست شده‌اند
مکان; شهر ٬استان یا نام کشور، با مختصات>
معیارها; ذکر شده برای میراث
مساحت; برپایه هکتار
سال; سالی که در فهرست میراث جهانی ثبت شده‌است.
خطر; سال قرار گرفتن فهرست میراث جهانی در معرض خطر
دلیل;تهدید مورد نظر

## فهرست میراث
| منطقه                                                                                  | تصویر | موقعیت | معیارها                      | مساحت هکتار (جریب)                                     | سال   | توضیحات | منابع                |
| -------------------------------------------------------------------------------------- | --- | --- | ---------------------------- | ------------------------------------------------------ | ----- | --- | -------------------- |
| Aflaj Irrigation Systems of Oman                                                       | — | مناطق شرقیه و باطنه، عمان · ۲۲°۵۹′۵۶″ شمالی ۵۷°۳۲′۱۰″ شرقی / ۲۲٫۹۹۸۸۹°شمالی ۵۷٫۵۳۶۱۱°شرقی                             | فرهنگی: (v)                  | ۱٬۴۵۶ (۳٬۶۰۰); buffer zone ۱۶٬۴۰۴ (۴۰٬۵۴۰)             | ۲۰۰۶  | این مجموعه شامل پنج سیستم آبیاری کاریزی‌ست و به عنوان نمونه‌ای از حدود ۳٬۰۰۰ کاریز زندهٔ موجود در عمان شناخته می‌شود. این سیستم‌های آبیاری به حدود سال‌های ۵۰۰ بعد از میلاد بازمی‌گردند اما نتایج کارهای باستان‌شناسان از وجود سیستم‌های آبیاری مشابهی مربوط به ۲٬۵۰۰ سال پیش از میلاد در این کشورِ کم‌آب خبر می‌دهند. | [ ۸ ]                |
| مداین صالح                                                                             | | استان مدینه، عربستان سعودی · ۲۶°۴۷′۱″ شمالی ۳۷°۵۷′۱۸″ شرقی / ۲۶٫۷۸۳۶۱°شمالی ۳۷٫۹۵۵۰۰°شرقی                             | فرهنگی: (ii)(iii)            | ۱٬۶۲۱ (۴٬۰۱۰); buffer zone ۱٬۶۵۹ (۴٬۱۰۰)               | ۲۰۰۸  | بزرگترین اثر حفاظت‌شدهٔ مردمان نبطی، جنوب پترا واقع در اردن که پیشتر به عنوان هگرا شناخته می‌شد. این اثر شامل مقبره‌هایی‌ست با نماهای تزئین‌شده که به خوبی محافظت شده‌اند و به فاصلهٔ زمانی یک قرن قبل از میلاد تا یک قرن بعد از میلاد بازمی‌گردد. | [ ۹ ]                |
| شهر باستانی حلب                                                                        | نمایی از شهر با یک دیوار و یک مسجد.                                                                            | استان حلب، سوریه · ۳۶°۱۴′۰″ شمالی ۳۷°۱۰′۰″ شرقی / ۳۶٫۲۳۳۳۳°شمالی ۳۷٫۱۶۶۶۷°شرقی                                        | فرهنگی: (iii)(iv)            | ۳۵۰ (۸۶۰)                                              | ۱۹۸۶  | از هزارهٔ دوم پیش از میلاد، بر سر راه چندین مسیر اصلی تجاری دنیا واقع بوده. در حلب به ترتیب هیتی‌ها، آشوریان، عرب‌ها، مغول‌ها، ممالیک و عثمانی‌ها حکم‌رانی می‌کرده‌اند. | [ ۱۰ ]               |
| بصری                                                                                   | آمفی‌تئاتری باستانی.                                                                                            | استان درعا، سوریه · ۳۲°۳۱′۵″ شمالی ۳۶°۲۸′۵۴″ شرقی / ۳۲٫۵۱۸۰۶°شمالی ۳۶٫۴۸۱۶۷°شرقی                                      | فرهنگی: (i)(iii)(vi)         | —                                                      | ۱۹۸۰  | بصری پایتخت بخش رومیِ عربستان، از مهم‌ترین توقف‌گاه‌های کاروان‌های عازم مکه بود. در کنار دیوار بزرگ آن، بقایای یک تئاتر رومی متعلق به قرن دو میلادی، چند بنای مسیحی و تعدادی مسجد وجود دارد. | [ ۱۱ ]               |
| دمشق                                                                                   | Ruins of a stone building with columns and without roof.                                                       | استان دمشق، سوریه · ۳۳°۳۰′۴۱″ شمالی ۳۶°۱۸′۲۳″ شرقی / ۳۳٫۵۱۱۳۹°شمالی ۳۶٫۳۰۶۳۹°شرقی                                     | فرهنگی: (i)(ii)(iii)(iv)(vi) | ۸۶ (۲۱۰)                                               | ۱۹۷۹  | دمشق که در هزارهٔ سوم پیش از میلاد بنا نهاده شد، از قدیمی‌ترین شهرهای خاورمیانه است و در قرون وسطی مرکز شکوفایی صنعت، به ویژه ساخت شمشیر و یراق بود. | [ ۱۲ ]               |
| روستاهای باستانی شمال سوریه                                                            | Ruins of a stone church without roof.                                                                          | سوریه · ۳۶°۲۰′۳″ شمالی ۳۶°۵۰′۳۹″ شرقی / ۳۶٫۳۳۴۱۷°شمالی ۳۶٫۸۴۴۱۷°شرقی                                                  | فرهنگی: (iii)(iv)(v)         | ۱۲٬۲۹۰ (۳۰٬۴۰۰)                                        | ۲۰۱۱  | Some 40 villages grouped in eight parks situated in north-western Syria provide remarkable testimony to rural life in late Antiquity and during the Byzantine period. | [ ۱۳ ]               |
| انجار                                                                                  | Ruins of buildings consisting of some arches.                                                                  | استان بقاع، لبنان · ۳۳°۴۳′۳۳″ شمالی ۳۵°۵۵′۴۷″ شرقی / ۳۳٫۷۲۵۸۳°شمالی ۳۵٫۹۲۹۷۲°شرقی                                     | فرهنگی: (iii)(iv)            | —                                                      | ۱۹۸۴  | شهر انجار در قرن هشتم هجری توسط خلیفه ولید اول بنا نهاده شد. ویرانه‌ها حکایت از پیکربندی بسیار منظمی دارد که یادآور کاخ-شهرهای باستان است و نمونهٔ منحصربه‌فرد برنامه‌ریزی شهریِ امویان است. | [ ۱۴ ]               |
| تروآ                                                                                   | Ruined walls.                                                                                                  | استان چاناق‌قلعه، ترکیه · ۳۹°۵۷′۲۳″ شمالی ۲۶°۱۴′۲۰″ شرقی / ۳۹٫۹۵۶۳۹°شمالی ۲۶٫۲۳۸۸۹°شرقی                                | فرهنگی: (ii)(iii)(vi)        | ۱۵۸ (۳۹۰)                                              | ۱۹۹۸  | | [ ۱۵ ]               |
| Archaeological Sites of Bat, Al-Khutm and Al-Ayn                                       | — | استان ظاهره، عمان · ۲۳°۱۶′۱۱″ شمالی ۵۶°۴۴′۴۲″ شرقی / ۲۳٫۲۶۹۷۲°شمالی ۵۶٫۷۴۵۰۰°شرقی                                     | فرهنگی: (iii)(iv)            | —                                                      | ۱۹۸۸  | The protohistoric site of Bat lies near a palm grove in the interior of the Sultanate of Oman. Together with the neighbouring sites, it forms the most complete collection of settlements and necropolises from the 3rd millennium B.C. in the world. | [ ۱۶ ]               |
| Armenian Monastic Ensembles of Iran                                                    | کلیسایی سنگی در کوهستان با سقفی مخروطی                                                                         | استان آذربایجان غربی، ایران · ۳۸°۵۸′۴۴″ شمالی ۴۵°۲۸′۲۴″ شرقی / ۳۸٫۹۷۸۸۹°شمالی ۴۵٫۴۷۳۳۳°شرقی                           | فرهنگی: (ii)(iii)(vi)        | ۱۲۹ (۳۲۰); buffer zone ۶۵۵ (۱٬۶۲۰)                     | ۲۰۰۸  | | [ ۱۷ ]               |
| آشور                                                                                   | — | استان صلاح‌الدین، عراق · ۳۵°۲۷′۳۲″ شمالی ۴۳°۱۵′۳۵″ شرقی / ۳۵٫۴۵۸۸۹°شمالی ۴۳٫۲۵۹۷۲°شرقی                                 | فرهنگی: (iii)(iv)            | ۷۰ (۱۷۰); buffer zone ۱۰۰ (۲۵۰)                        | ۲۰۰۳  | شهر باستانی آشور در کرانه‌های رود دجله قرار دارد و تاریخش به سه‌هزار سال پیش از میلاد بازمی‌گردد. در بازهٔ زمانی بین قرن‌های ۱۴ تا ۹ پیش از میلاد پایتخت قلمرو آشوریان بود و بعدها به دست بابلیان ویران شد. آشور دوباره در قرن‌های اول و دوم میلادی به دست پارتیان بازسازی شد. این شهر به دلیل عدم مراقبت کافی در فهرست میراث جهانی در معرض خطر ثبت شده‌است.                                                                  | [ ۱۸ ] [ ۱۹ ]        |
| درعیه                                                                                  | ساختمان خاکی‌رنگ با پنجره‌های کوچک.                                                                              | استان ریاض، عربستان سعودی · ۲۴°۴۴′۳″ شمالی ۴۶°۳۴′۲۱″ شرقی / ۲۴٫۷۳۴۱۷°شمالی ۴۶٫۵۷۲۵۰°شرقی                              | فرهنگی: (ii)(iii)            | ۲۹ (۷۲)                                                | ۲۰۰۸  | درعیه، اولین پایتخت خاندان سعود، در قلب شبه جزیرهٔ عربستان و شمال غربی ریاض واقع شده و شامل ویرانه‌های چندین قلعه و مناطق شهری است. | [ ۲۰ ]               |
| بعلبک                                                                                  | ساختمان کلاسیک نسبتاً سالمی که توسط ستون‌ها احاطه شده.                                                           | استان بقاع، لبنان · ۳۴°۰′۲۵″ شمالی ۳۶°۱۲′۱۸″ شرقی / ۳۴٫۰۰۶۹۴°شمالی ۳۶٫۲۰۵۰۰°شرقی                                      | فرهنگی: (i)(iv)              | —                                                      | ۱۹۸۴  | Baalbek, where a triad of deities was worshipped, was known as Heliopolis during the Hellenistic period. It retained its religious function during Roman times, when the sanctuary of the Heliopolitan Jupiter attracted thousands of pilgrims. | [ ۲۱ ]               |
| Bagrati Cathedral و گلاتی (صومعه)                                                      | Ruins of a stone chuch with the highest point located at the apsis.                                            | ایمرتی، گرجستان · ۴۲°۱۵′۴۴″ شمالی ۴۲°۴۲′۵۹″ شرقی / ۴۲٫۲۶۲۲۲°شمالی ۴۲٫۷۱۶۳۹°شرقی                                       | فرهنگی: (iv)                 | ۷٫۸۷ (۱۹٫۴)                                            | ۱۹۹۴  | به دلیل پروژهٔ بازسازی‌ای که مداخلات غیر بازگشت بزرگی را به این اثر وارد می‌آورد و از اصالت و یکپارچگی آن می‌کاهد، این اثر از سال ۲۰۱۰ در فهرست میراث جهانی در معرض خطر ثبت شده‌است. | [ ۲۲ ] [ ۲۳ ]        |
| اماکن مقدس بهائی در حیفا و جلیله                                                       | Large white buildings in a landscape garden.                                                                   | Haifa and استان شمال (اسرائیل), اسرائیل · ۳۲°۴۹′۴۶″ شمالی ۳۴°۵۸′۱۸″ شرقی / ۳۲٫۸۲۹۴۴°شمالی ۳۴٫۹۷۱۶۷°شرقی               | فرهنگی: (iii)(vi)            | ۶۳ (۱۶۰); buffer zone ۲۵۵ (۶۳۰)                        | ۲۰۰۸  | | [ ۲۴ ]               |
| قلعه بهلا                                                                              | | منطقه داخلیه، عمان · ۲۲°۵۷′۵۱″ شمالی ۵۷°۱۸′۴″ شرقی / ۲۲٫۹۶۴۱۷°شمالی ۵۷٫۳۰۱۱۱°شرقی                                     | فرهنگی: (iv)                 | —                                                      | ۱۹۸۷  | The oasis of Bahla owes its prosperity to the Banu Nebhan, the dominant tribe in the area from the 12th to the end of the 15th century. The ruins of the immense fort, with its walls and towers of unbaked brick and its stone foundations, is a remarkable example of this type of fortification and attests to the power of the Banu Nebhan.                                                                        | [ ۲۵ ]               |
| ارگ بم                                                                                 | نمایی از شهر ویران‌شدهٔ بم و قلعه‌ای که به شهری که احاطه‌اش کرده‌است مشرف است.                                      | استان کرمان، ایران · ۲۹°۰۷′۰۰٫۶۸″ شمالی ۵۸°۲۲′۰۶٫۵۱″ شرقی / ۲۹٫۱۱۶۸۵۵۶°شمالی ۵۸٫۳۶۸۴۷۵۰°شرقی                          | فرهنگی: (ii)(iii)(iv)(v)     | —                                                      | ۲۰۰۴  | از سال ۲۰۰۴ که زلزلهٔ بم خرابی‌های زیادی را در آن به‌وجود آورد، به فهرست میراث جهانی در معرض خطر اضافه شد. | [ ۲۶ ] [ ۲۷ ]        |
| Biblical Tels - Megiddo, Hazor, Beer Sheba                                             | Ruins of buiding consisting of low walls of unhewn stones.                                                     | اسرائیل · ۳۲°۳۵′۵۰″ شمالی ۳۵°۱۰′۵۶″ شرقی / ۳۲٫۵۹۷۲۲°شمالی ۳۵٫۱۸۲۲۲°شرقی                                               | فرهنگی: (ii)(iii)(iv)(vi)    | ۹۶ (۲۴۰); buffer zone ۶۰۴ (۱٬۴۹۰)                      | ۲۰۰۵  | | [ ۲۸ ]               |
| سنگ‌نبشته بیستون                                                                        | Frieze in a rock with many people.                                                                             | استان کرمانشاه، ایران · ۳۴°۲۳′۱۸″ شمالی ۴۷°۲۶′۱۲″ شرقی / ۳۴٫۳۸۸۳۳°شمالی ۴۷٫۴۳۶۶۷°شرقی                                 | فرهنگی: (ii)(iii)            | ۱۸۷ (۴۶۰); buffer zone ۳۶۱ (۸۹۰)                       | ۲۰۰۶  | | [ ۲۹ ]               |
| جبیل                                                                                   | A small port in a town.                                                                                        | استان جبل لبنان، لبنان · ۳۴°۷′۹″ شمالی ۳۵°۳۸′۵۱″ شرقی / ۳۴٫۱۱۹۱۷°شمالی ۳۵٫۶۴۷۵۰°شرقی                                  | فرهنگی: (iii)(iv)(vi)        | —                                                      | ۱۹۸۴  | The ruins of many successive civilizations are found at Byblos, one of the oldest Phoenician cities. Inhabited since Neolithic times, it has been closely linked to the legends and history of the Mediterranean region for thousands of years. | [ ۳۰ ]               |
| واغارشاپات و زوارتنوتس                                                                 | Stone church with a central tower topped by a conical roof and several smaller towers.                         | استان آرماویر، ارمنستان · ۴۰°۹′۳۳٫۵″ شمالی ۴۴°۱۷′۴۲٫۵″ شرقی / ۴۰٫۱۵۹۳۰۶°شمالی ۴۴٫۲۹۵۱۳۹°شرقی                          | فرهنگی: (ii)(iii)            | ۷۴ (۱۸۰)                                               | ۲۰۰۰  | | [ ۳۱ ]               |
| Choirokoitia                                                                           | Small white circular huts with flat roof.                                                                      | ناحیه لارناکا، قبرس · ۳۴°۴۷′۵۴″ شمالی ۳۳°۲۰′۳۶″ شرقی / ۳۴٫۷۹۸۳۳°شمالی ۳۳٫۳۴۳۳۳°شرقی                                   | فرهنگی: (ii)(iii)(iv)        | —                                                      | ۱۹۹۸  | | [ ۳۲ ]               |
| سافران‌بولو                                                                             | White houses with red tile roofs on a hillside.                                                                | city and district of Safranbolu, استان قره‌بوک، ترکیه · ۴۱°۱۵′۳۶″ شمالی ۳۲°۴۱′۲۳″ شرقی / ۴۱٫۲۶۰۰۰°شمالی ۳۲٫۶۸۹۷۲°شرقی  | فرهنگی: (ii)(iv)(v)          | ۱۹۳ (۴۸۰)                                              | ۱۹۹۴  | | [ ۳۳ ]               |
| دژ کردان و قلعه صلاح‌الدین ایوبی                                                        | دژی با سنگ‌های خاکستری.                                                                                         | استان حمص و استان لاذقیه Governorates, سوریه · ۳۴°۴۶′۵۴″ شمالی ۳۶°۱۵′۴۷″ شرقی / ۳۴٫۷۸۱۶۷°شمالی ۳۶٫۲۶۳۰۶°شرقی          | فرهنگی: (ii)(iv)             | ۹ (۲۲)                                                 | ۲۰۰۶  | این دو قلعه به عنوان نمونه‌های بسیار گویا تأثیرِ تحولاتِ معماریِ استحکامات را در طول جنگ‌های صلیبی (قرن‌های ۱۱ تا ۱۳ میلادی) در خاور نزدیک ثبت کرده‌اند. | [ ۳۴ ]               |
| Cultural Sites of العین (Hafit, Hili, Bidaa Bint Saud and Oases Areas)                 | A sandy path lined by low walls behind which are many palm trees.                                              | امارات متحده عربی · ۲۴°۴′۴″ شمالی ۵۵°۴۸′۲۳″ شرقی / ۲۴٫۰۶۷۷۸°شمالی ۵۵٫۸۰۶۳۹°شرقی                                       | فرهنگی: (iii)(iv)(v)         | ۴٬۹۴۵ (۱۲٬۲۲۰); buffer zone ۷٬۶۰۵ (۱۸٬۷۹۰)             | ۲۰۱۱  | | [ ۳۵ ]               |
| پارک ملی قبوستان                                                                       | Petroglyphs of humans.                                                                                         | Garadagh و شهرستان آب‌شوران districts, جمهوری آذربایجان · ۴۰°۷′۳۰″ شمالی ۴۹°۲۲′۳۰″ شرقی / ۴۰٫۱۲۵۰۰°شمالی ۴۹٫۳۷۵۰۰°شرقی | فرهنگی: (iii)                | ۵۳۷ (۱٬۳۳۰); buffer zone ۳٬۰۹۶ (۷٬۶۵۰)                 | ۲۰۰۷  | | [ ۳۶ ]               |
| مسجد بزرگ دیویریگی                                                                     | Low building of reddish stone with a prominent decorated entrance.                                             | city and district of دیوریغی، استان سیواس، ترکیه · ۳۹°۲۲′۲۵″ شمالی ۳۸°۷′۲۵″ شرقی / ۳۹٫۳۷۳۶۱°شمالی ۳۸٫۱۲۳۶۱°شرقی       | فرهنگی: (i)(iv)              | ۲٬۰۱۶ (۴٬۹۸۰)                                          | ۱۹۸۵  | | [ ۳۷ ]               |
| گورمه و کاپادوکیه                                                                      | White stone pinnacle rocks topped by a dark colored rock.                                                      | استان نوشهیر in ناحیه آناتولی مرکزی، ترکیه · ۳۸°۴۰′۰″ شمالی ۳۴°۵۱′۰″ شرقی / ۳۸٫۶۶۶۶۷°شمالی ۳۴٫۸۵۰۰۰°شرقی              | ترکیبی: (i)(iii)(v)(vii)     | ۹٬۵۷۶ (۲۳٬۶۶۰)                                         | ۱۹۹۸۵ | | [ ۳۸ ]               |
| هترا                                                                                   | ویرانهٔ ساختمان‌هایی ستون‌دار.                                                                                    | استان نینوا، عراق · ۳۵°۳۵′۱۷″ شمالی ۴۲°۴۳′۶″ شرقی / ۳۵٫۵۸۸۰۶°شمالی ۴۲٫۷۱۸۳۳°شرقی                                      | فرهنگی: (ii)(iii)(iv)(vi)    | ۳۲۴ (۸۰۰)                                              | ۱۹۸۵  | هترا شهری مستحکم و بزرگ در قلمرو فرمانروایی پارتیان و پایتخت اولین پادشاهی عرب، به لطف دیوارهای بلند و مستحکمش که به باروهایی مجهز شده بود، حمله‌هایی را از سوی رومیان در سال‌های ۱۱۶ و ۱۹۸ میلادی تاب آورد. | [ ۳۹ ]               |
| خاتوشا پایتخت هیتی‌ها                                                                   | Stone gate with sculpted lions.                                                                                | Sungنشانیu, استان چوروم، ترکیه · ۴۰°۰′۵۰″ شمالی ۳۴°۳۷′۱۴″ شرقی / ۴۰٫۰۱۳۸۹°شمالی ۳۴٫۶۲۰۵۶°شرقی                         | فرهنگی: (i)(ii)(iii)(iv)     | ۲۶۸ (۶۶۰)                                              | ۱۹۸۶  | | [ ۴۰ ]               |
| پاموک‌کاله-پاموک‌کاله                                                                    | Hanging white limestone wall.                                                                                  | استان دنیزلی، ترکیه · ۳۷°۵۵′۲۶″ شمالی ۲۹°۷′۲۴″ شرقی / ۳۷٫۹۲۳۸۹°شمالی ۲۹٫۱۲۳۳۳°شرقی                                    | ترکیبی: (iii)(iv)(vii)       | ۱٬۰۷۷ (۲٬۶۶۰)                                          | ۱۹۸۸  | | [ ۴۱ ]               |
| متسختا                                                                                 | A compact tall stone church with a circular tower above the apsis.                                             | متسختا-متیانتی، گرجستان · ۴۱°۵۱′ شمالی ۴۴°۴۳′ شرقی / ۴۱٫۸۵۰°شمالی ۴۴٫۷۱۷°شرقی                                         | فرهنگی: (iii)(iv)            | —                                                      | ۱۹۹۴  | به دلیل نگرانی‌های موجود در رابطه با نگه‌داری اثر، در سال ۲۰۰۹ به فهرست میراث جهانی در معرض خطر اضافه شد. | [ ۴۲ ] [ ۴۳ ]        |
| قسمت‌های تاریخی استانبول                                                                | ساختمانی بزرگ در کنار آب با برجی مربع شکل، ۳ مسجد و ده مناره.                                                  | Istanbul city and استان استانبول، ترکیه · ۴۱°۰′۳۰″ شمالی ۲۸°۵۸′۴۸″ شرقی / ۴۱٫۰۰۸۳۳°شمالی ۲۸٫۹۸۰۰۰°شرقی                | فرهنگی: (i)(ii)(iii)(iv)     | ۶۷۸ (۱٬۶۸۰)                                            | ۱۹۸۵  | | [ ۴۴ ]               |
| زبیده                                                                                  | Partially ruined stone building with a decorated facade.                                                       | حدیده (استان), یمن · ۱۴°۱۱′۵۳″ شمالی ۴۳°۱۹′۴۸″ شرقی / ۱۴٫۱۹۸۰۶°شمالی ۴۳٫۳۳۰۰۰°شرقی                                    | فرهنگی: (iii)                | —                                                      | ۱۹۹۳  | زبیده پایتخت یمن در قرن‌های ۱۳ تا ۱۵، نقش مهمی در جهان عرب و جهان اسلام بازی کرد. این نقش بیش از همه به خاطر دانشگاه اسلامی زبیده بود. وضعیت رو به وخامت بناهای زبیده، این شهر را از سال ۲٬۰۰۰ در فهرست میراث جهانی در معرض خطر قرار داده. | [ ۴۵ ] [ ۴۶ ]        |
| Incense Route – Desert Cities in the Negev                                             | Ruins of buidings in a desert.                                                                                 | صحرای نگب، اسرائیل · ۳۰°۳۲′۲۸″ شمالی ۳۵°۹′۳۹″ شرقی / ۳۰٫۵۴۱۱۱°شمالی ۳۵٫۱۶۰۸۳°شرقی                                     | فرهنگی: (iii)(v)             | —                                                      | ۲۰۰۵  | | [ ۴۷ ]               |
| Land of Frankincense                                                                   | — | استان ظفار، عمان · ۱۸°۱۵′۱۲″ شمالی ۵۳°۳۸′۵۱″ شرقی / ۱۸٫۲۵۳۳۳°شمالی ۵۳٫۶۴۷۵۰°شرقی                                      | فرهنگی: (iii)(iv)            | ۸۵۰ (۲٬۱۰۰); buffer zone ۱٬۲۴۳ (۳٬۰۷۰)                 | ۲۰۰۰  | The frankincense trees of Wadi Dawkah and the remains of the caravan oasis of Shisr/Wubar and the affiliated ports of Khor Rori and Al-Baleed vividly illustrate the trade in frankincense that flourished in this region for many centuries, as one of the most important trading activities of the ancient and medieval world.                                                                                       | [ ۴۸ ]               |
| ماسادا                                                                                 | Ruins of a buiding made of unhewn stones.                                                                      | استان جنوب (اسرائیل), اسرائیل · ۳۱°۱۸′۴۹″ شمالی ۳۵°۲۱′۱۰″ شرقی / ۳۱٫۳۱۳۶۱°شمالی ۳۵٫۳۵۲۷۸°شرقی                         | فرهنگی: (iii)(iv)(vi)        | ۲۷۶ (۶۸۰); buffer zone ۲۸٬۹۶۵ (۷۱٬۵۷۰)                 | ۲۰۰۱  | | [ ۴۹ ]               |
| میدان نقش جهان                                                                         | Large rectangular square surrounded by buildings some of which have cuppolas.                                  | اصفهان، ایران · ۳۲°۳۹′۲۷″ شمالی ۵۱°۴۰′۴۰″ شرقی / ۳۲٫۶۵۷۵۰°شمالی ۵۱٫۶۷۷۷۸°شرقی                                         | فرهنگی: (i)(v)(vi)           | —                                                      | ۱۹۷۹  | | [ ۵۰ ]               |
| کلیساهای هاغپات و ساناهین                                                              | Small church of dark stone with a central tower topped by a conical roof.                                      | هاقپات و ساناهین، استان لوری، ارمنستان · ۴۱°۵′۴۲″ شمالی ۴۴°۴۲′۳۷″ شرقی / ۴۱٫۰۹۵۰۰°شمالی ۴۴٫۷۱۰۲۸°شرقی                 | فرهنگی: (ii)(iv)             | ۲٫۶۵ (۶٫۵); buffer zone ۲۴ (۵۹)                        | ۱۹۹۶  | | [ ۵۱ ]               |
| صومعه گغارد                                                                            | Stone church with a central tower topped by a conical roof.                                                    | near گوغت، استان کوتایک، ارمنستان · ۴۰°۹′۳۲″ شمالی ۴۴°۴۷′۴۸″ شرقی / ۴۰٫۱۵۸۸۹°شمالی ۴۴٫۷۹۶۶۷°شرقی                      | فرهنگی: (ii)                 | ۲٫۷۰ (۶٫۷)                                             | ۲۰۰۰  | | [ ۵۲ ]               |
| کوه نمرود                                                                              | Large sculpted heads of a bird and a human lying on the ground.                                                | استان آدیامان، ترکیه · ۳۸°۲′۱۲″ شمالی ۳۸°۴۵′۴۹″ شرقی / ۳۸٫۰۳۶۶۷°شمالی ۳۸٫۷۶۳۶۱°شرقی                                   | فرهنگی: (i)(iii)(iv)         | ۱۱ (۲۷)                                                | ۱۹۸۷  | | [ ۵۳ ]               |
| عکا                                                                                    | A fortress or a tower of a fortification.                                                                      | الجلیل، اسرائیل · ۳۲°۵۵′۴۲″ شمالی ۳۵°۵′۲″ شرقی / ۳۲٫۹۲۸۳۳°شمالی ۳۵٫۰۸۳۸۹°شرقی                                         | فرهنگی: (ii)(iii)(v)         | ۶۳ (۱۶۰)                                               | ۲۰۰۱  | | [ ۵۴ ]               |
| صنعا                                                                                   | Houses with beige walls and white framed windows.                                                              | صنعا (استان), یمن · ۱۵°۲۱′۲۰″ شمالی ۴۴°۱۲′۲۹″ شرقی / ۱۵٫۳۵۵۵۶°شمالی ۴۴٫۲۰۸۰۶°شرقی                                     | فرهنگی: (iv)(v)(vi)          | —                                                      | ۱۹۸۶  | بیش از ۲٬۵۰۰ سال است که صنعا مسکونی است و در قرن‌های ۷ و ۸ میلادی، کانون اصلی تبلیغ و ترویج اسلام بوده‌است. این میراث سیاسی و مذهبی در ۱۰۳ مسجد، ۱۴ حمام و بیش از ۶٬۰۰۰ خانه خلاصه شده که همگی قبل از قرن ۱۱ میلادی بنا شده‌اند. | [ ۵۵ ]               |
| شبام                                                                                   | خانه‌های سفید و قهوه‌ای و بلند و باریک با پنجره‌هایی کوچک.                                                        | حضرموت، یمن · ۱۵°۵۵′۳۷″ شمالی ۴۸°۳۷′۳۶″ شرقی / ۱۵٫۹۲۶۹۴°شمالی ۴۸٫۶۲۶۶۷°شرقی                                           | فرهنگی: (iii)(iv)(v)         | —                                                      | ۱۹۸۲  | شبام که در قرن ۱۶ میلادی ساخته شده، بهترین نمونهٔ برنامه‌ریزی شهری بر مبنای ساخت و ساز عمودی است. | [ ۵۶ ]               |
| Ouadi Qadisha (the Holy Valley) and the Forest of the Cedars of God (Horsh Arz el-Rab) | Landscape with barren hills in the background, a valley and a mountain slope with low trees in the foreground. | استان شمالی لبنان، لبنان · ۳۴°۱۴′۳۶″ شمالی ۳۶°۲′۵۶″ شرقی / ۳۴٫۲۴۳۳۳°شمالی ۳۶٫۰۴۸۸۹°شرقی                               | فرهنگی: (iii)(iv)            | —                                                      | ۱۹۹۸  | The Qadisha valley is one of the most important early Christian monastic settlements in the world. Nearby are the remains of the great forest of cedars of Lebanon, highly prized in antiquity for the construction of great religious buildings. | [ ۵۷ ]               |
| Painted Churches in the Troodos Region                                                 | | Troodos Mountains, Limassol و Nicosia Districts, قبرس · ۳۴°۵۵′۱۳″ شمالی ۳۳°۵′۴۵″ شرقی / ۳۴٫۹۲۰۲۸°شمالی ۳۳٫۰۹۵۸۳°شرقی  | فرهنگی: (iii)(vi)            | —                                                      | ۱۹۸۵  | | [ ۵۸ ] [ ۵۹ ]        |
| پافوس                                                                                  | A colorful mosaic showing various people.                                                                      | ناحیه پافوس، قبرس · ۳۴°۴۵′۳۰″ شمالی ۳۲°۲۴′۲۰″ شرقی / ۳۴٫۷۵۸۳۳°شمالی ۳۲٫۴۰۵۵۶°شرقی                                     | فرهنگی: (iii)(vi)            | —                                                      | ۱۹۸۰  | | [ ۶۰ ]               |
| پاسارگاد                                                                               | A small step pyramid like structure with a house-shaped structure on top.                                      | استان فارس، ایران · ۳۰°۱۱′۳۸″ شمالی ۵۳°۱۰′۲″ شرقی / ۳۰٫۱۹۳۸۹°شمالی ۵۳٫۱۶۷۲۲°شرقی                                      | فرهنگی: (1)(ii)(iii)(iv)     | ۱۶۰ (۴۰۰); buffer zone ۷٬۱۲۷ (۱۷٬۶۱۰)                  | ۲۰۰۴  | | [ ۶۱ ]               |
| تخت جمشید                                                                              | Ruins of buildings and a frieze depicting humans carrying staffs or lances.                                    | استان فارس، ایران · ۲۹°۵۶′۴″ شمالی ۵۲°۵۲′۲۵″ شرقی / ۲۹٫۹۳۴۴۴°شمالی ۵۲٫۸۷۳۶۱°شرقی                                      | فرهنگی: (i)(iii)(vi)         | ۱۳ (۳۲)                                                | ۱۹۷۹  | | [ ۶۲ ]               |
| پترا                                                                                   | نمای ساختمانی در گرده‌ای سنگی.                                                                                  | استان معان، اردن · ۳۰°۱۹′۵۰″ شمالی ۳۵°۲۶′۳۶″ شرقی / ۳۰٫۳۳۰۵۶°شمالی ۳۵٫۴۴۳۳۳°شرقی                                      | فرهنگی: (i)(iii)(iv)         | —                                                      | ۱۹۸۵  | پترا، شهری که از دوران پیشاتاریخی مسکونی بوده، در میان دریای سرخ و دریای مرده، نقش چهاراهی را بین عربستان، مصر و سوریه(فینیقیه) برای نبطی‌ها ایفا می‌کرد. این شهر که نیمی از آن در صخره‌ها حجاری شده و نیم دیگر آن ساخته شده، توسط کوه‌ها و راه‌ها و دره‌ها محاصره شده‌است. | [ ۶۳ ]               |
| قلعه بحرین                                                                             | Archaeological site of foundations of buildings.                                                               | استان شمالی (بحرین), بحرین · ۲۶°۱۳′۵۹″ شمالی ۵۰°۳۱′۲۰″ شرقی / ۲۶٫۲۳۳۰۶°شمالی ۵۰٫۵۲۲۲۲°شرقی                            | فرهنگی: (ii)(iii)(iv)        | ۳۲ (۷۹); buffer zone ۱٬۲۳۸ (۳٬۰۶۰)                     | ۲۰۰۵  | این اثر پایتخت دیلمون، یکی از مهم‌ترین تمدن‌های باستانی منطقه است و شامل غنی‌ترین بقایای این تمدن است که تا کنون فقط از منابع نوشته‌شدهٔ سومری شناخته شده‌است. | [ ۶۴ ] [ ۶۵ ]        |
| قصر عمره                                                                               | ساختمان سنگی واران‌شده.                                                                                         | زرقاء (استان), اردن · ۳۱°۴۸′۷″ شمالی ۳۶°۳۵′۹″ شرقی / ۳۱٫۸۰۱۹۴°شمالی ۳۶٫۵۸۵۸۳°شرقی                                     | فرهنگی: (i)(iii)(iv)         | —                                                      | ۱۹۸۵  | این قلعه که در ابتدای قرن هشتم میلادی در صحرا بنا شده، هم به عنوان محل استقرار خلفای بنی‌امیه به کار می‌رفته و هم دژ و پادگان آن‌ها بوده‌است. | [ ۶۶ ]               |
| سامرا                                                                                  | مارپیچی که روی سنگی سفید بنا شده و انگی تخریب شده‌است..                                                         | استان صلاح‌الدین، عراق · ۳۴°۲۰′۲۸″ شمالی ۴۳°۴۹′۲۵″ شرقی / ۳۴٫۳۴۱۱۱°شمالی ۴۳٫۸۲۳۶۱°شرقی                                 | فرهنگی: (ii)(iii)(iv)        | ۱۵٬۰۵۸ (۳۷٬۲۱۰); buffer zone ۳۱٬۴۱۴ (۷۷٬۶۳۰)           | ۲۰۰۷  | شهر باستان‌شناسی سامرا، پایتخت قدرتمندی است که یک قرن، به قلمرو امپراطوری عباسی از تونس تا آسیای مرکزی حکمرانی می‌کرده‌است. مسجد جامع سامرا و منارهٔ مارپیچی آن از جالب توجه‌ترین بناهای باستان‌شناسی سامرا هستند که ۸۰٪ آن‌ها هنوز در دست کاوش‌اند و به دلیل عدم کنترل دولت برای محافظت و مدیریت آن، پس از جنگ عراق، در فهرست میراث جهانی در معرض خطر جای گرفته‌است.                                                           | [ ۶۷ ] [ ۶۸ ]        |
| مسجد سلیمیه                                                                            | Large mosque with four minarets and a large dome of dark stone.                                                | ادیرنه، تراکیه شرقی، ترکیه · ۴۱°۴۰′۴۰″ شمالی ۲۶°۳۳′۳۴″ شرقی / ۴۱٫۶۷۷۷۸°شمالی ۲۶٫۵۵۹۴۴°شرقی                            | فرهنگی: (i)(iv)              | ۲٫۵۰ (۶٫۲); buffer zone ۳۸ (۹۴)                        | ۲۰۱۱  | | [ ۶۹ ]               |
| آرامگاه شیخ صفی‌الدین اردبیلی                                                           | Two cuppolas covered in blue, yellow and brown tiles.                                                          | Ardabil, استان اردبیل، ایران · ۳۸°۱۴′۵۵″ شمالی ۴۸°۱۷′۲۹″ شرقی / ۳۸٫۲۴۸۶۱°شمالی ۴۸٫۲۹۱۳۹°شرقی                          | فرهنگی: (i)(ii)(iv)          | ۲٫۱۴ (۵٫۳); buffer zone ۱۳ (۳۲)                        | ۲۰۱۰  | | [ ۷۰ ]               |
| سازه‌های آبی شوشتر                                                                      | Ruins of a river bridge.                                                                                       | استان خوزستان، ایران · ۳۲°۱′۷″ شمالی ۴۸°۵۰′۹″ شرقی / ۳۲٫۰۱۸۶۱°شمالی ۴۸٫۸۳۵۸۳°شرقی                                     | فرهنگی: (i)(ii)(v)           | ۲۴۰ (۵۹۰); buffer zone ۱٬۵۷۲ (۳٬۸۸۰)                   | ۲۰۰۹  | | [ ۷۱ ]               |
| پالمیرا                                                                                | ویرانه‌های یک بنای سنگی با ستون‌هایش.                                                                            | استان حمص، سوریه · ۳۴°۳۳′۱۵″ شمالی ۳۸°۱۶′۰″ شرقی / ۳۴٫۵۵۴۱۷°شمالی ۳۸٫۲۶۶۶۷°شرقی                                       | فرهنگی: (i)(ii)(iv)          | ۰٫۳۶ (۰٫۸۹)                                            | ۱۹۸۰  | واحهٔ پالمیرا در صحرای سوریه، شمال شرقی دمشق، شامل ویرانه‌های به یادماندنی از یک شهر بزرگ است که یکی از مهم‌ترین مراکز فرهنگی جهان باستان بوده‌است. | [ ۷۲ ]               |
| سقطرا                                                                                  | درختی بر فراز چشم‌اندازی خشک و بی‌حاصل و سنگی.                                                                   | حضرموت، یمن · ۱۲°۳۰′ شمالی ۵۳°۵۰′ شرقی / ۱۲٫۵۰۰°شمالی ۵۳٫۸۳۳°شرقی                                                     | طبیعی: (x)                   | ۴۱۰٬۴۶۰ (۱٬۰۱۴٬۳۰۰); buffer zone ۱٬۷۴۰٬۹۵۸ (۴٬۳۰۲٬۰۰۰) | ۲۰۰۸  | مجمع‌الجزایر سقطرا، در شمال‌غربی اقیانوس هند در نزدیکی خلیج عدن، ۲۵۰ کیلومتر طول دارد و شامل چهار جزیره و جزایر صخره‌ای کوچکی است که به عنوان امتداد شاخ آفریقا به نظر می‌رسند. این سایت از لحاظ تنوع زیستی از اهمیت جهانی خاصی برخوردار است چرا که پوشش گیاهی و جانوری آن بسیار غنی و متمایز است. | [ ۷۳ ]               |
| گنبد سلطانیه                                                                           | Octagonal building with turquoise dome.                                                                        | استان زنجان، ایران · ۳۶°۲۶′۷″ شمالی ۴۸°۴۷′۴۸″ شرقی / ۳۶٫۴۳۵۲۸°شمالی ۴۸٫۷۹۶۶۷°شرقی                                     | فرهنگی: (ii)(iii)(iv)        | ۷۹۰ (۲٬۰۰۰); buffer zone ۳۵۰ (۸۶۰)                     | ۲۰۰۵  | | [ ۷۴ ]               |
| بازار تبریز                                                                            | Covered arcade lined by shops.                                                                                 | تبریز، ایران · ۳۸°۴′۵۳″ شمالی ۴۶°۱۷′۳۵″ شرقی / ۳۸٫۰۸۱۳۹°شمالی ۴۶٫۲۹۳۰۶°شرقی                                           | فرهنگی: (ii)(iii)(iv)        | ۲۹ (۷۲); buffer zone ۷۵ (۱۹۰)                          | ۲۰۱۰  | | [ ۷۵ ]               |
| تخت سلیمان                                                                             | Ruins of buildings near a lake.                                                                                | استان آذربایجان غربی، ایران · ۳۶°۳۶′۱۴″ شمالی ۴۷°۱۴′۶″ شرقی / ۳۶٫۶۰۳۸۹°شمالی ۴۷٫۲۳۵۰۰°شرقی                            | فرهنگی: (i)(ii)(iii)(iv)(vi) | ۱۰ (۲۵); buffer zone ۷٬۴۳۸ (۱۸٬۳۸۰)                    | ۲۰۰۳  | | [ ۷۶ ]               |
| چغازنبیل                                                                               | Ruins of a pyramid like structure.                                                                             | استان خوزستان، ایران · ۳۲°۵′۰″ شمالی ۴۸°۳۲′۰″ شرقی / ۳۲٫۰۸۳۳۳°شمالی ۴۸٫۵۳۳۳۳°شرقی                                     | فرهنگی: (iii)(iv)            | —                                                      | ۱۹۷۹  | | [ ۷۷ ]               |
| The Old City of Jerusalem and its Walls                                                | نمایی از شهر با خانه‌ها، کلیساها و یک ساختمان با گنبدی بزرگ و طلایی.                                            | اورشلیم ۳۱°۴۷′۰″ شمالی ۳۵°۱۳′۰″ شرقی / ۳۱٫۷۸۳۳۳°شمالی ۳۵٫۲۱۶۶۷°شرقی                                                   | فرهنگی: (ii)(iii)(vi)        | —                                                      | ۱۹۸۱  | به عنوان یک شهر مقدس یهودیت، مسیحیت و اسلام، اورشلیم همیشه از اهمیت نمادین بالایی برخوردار بوده‌است. این شهر از سوی هر سه دین به عنوان محل قربانی‌کردن ابراهیم به رسمیت شناخته شده‌است. دیوار ندبه حدود این ادیان را تا پای مقبرهٔ مسیح در کلیسای مقبره مقدس مشخص می‌کند. به دلیل توسعهٔ شهری کنترل نشده و وخیم‌شدن اوضاعِ نگهداری ناشی از گردشگری و کمبود امکانات، از سال ۱۹۸۲ در فهرست میراث جهانی در معرض خطر جای گرفته‌است. | [ ۷۸ ] [ ۷۹ ] [ ۸۰ ] |
| باغ ایرانی                                                                             | Water basin in a garden, flowers trees and a building with open portico.                                       | استان فارس، ایران · ۳۰°۱۰′۰″ شمالی ۵۳°۱۰′۰″ شرقی / ۳۰٫۱۶۶۶۷°شمالی ۵۳٫۱۶۶۶۷°شرقی                                       | فرهنگی: (i)(ii)(iii)(iv)(vi) | ۷۱۶ (۱٬۷۷۰); buffer zone ۹٬۷۴۰ (۲۴٬۱۰۰)                | ۲۰۱۱  | در استان‌های (فارس • مازندران • اصفهان • کرمان • یزد • خراسان) | [ ۸۱ ]               |
| صور (لبنان)                                                                            | بقایای ستون‌هایی در کنارهٔ دریا.                                                                                 | استان جنوبی لبنان، لبنان · ۳۳°۱۶′۱۹″ شمالی ۳۵°۱۱′۴۰″ شرقی / ۳۳٫۲۷۱۹۴°شمالی ۳۵٫۱۹۴۴۴°شرقی                              | فرهنگی: (iii)(vi)            | ۱۵۴ (۳۸۰)                                              | ۱۹۸۴  | صور بر دریاها و مستعمرات مرفهی چون کادیز و کارتاژ حکومت می‌کرد ولی نقش تاریخی آن در پایان جنگ‌های صلیبی رو به افول نهاد. در آن‌جا بقایای باستان‌شناسی مهمی وجود دارد که عموماً مربوط به دوران رومیان است. | [ ۸۲ ]               |
| ام‌ارصاص                                                                                | بقایای بنایی از سنگ سفید.                                                                                      | استان مادبا، اردن · ۳۱°۳۰′۶″ شمالی ۳۵°۵۵′۱۴″ شرقی / ۳۱٫۵۰۱۶۷°شمالی ۳۵٫۹۲۰۵۶°شرقی                                      | فرهنگی: (i)(iv)(vi)          | ۲۴ (۵۹); buffer zone ۹۰ (۲۲۰)                          | ۲۰۰۵  | قسمت بیشتر این اثر که در ابتدا اردوگاه نظامی رومیان بود و از قرن پنجم میلادی کم‌کم به شهر تبدیل شد، هنوز کاوش نشده‌است. این اثر شامل بقایایی از دوران رومیان، بیزانس و ابتدای اسلام یعنی از پایان قرن سوم تا قرن نهم میلادی و همچنین یک اردوگاه مستحکم نظامی روم است. | [ ۸۳ ]               |
| سوانتی                                                                                 | Stone towers in a mountain landscape                                                                           | Chajashi, Mestia District, سامگرلو-زمو سوانتی، گرجستان · ۴۲°۵۴′۵۹″ شمالی ۴۳°۰′۴۱″ شرقی / ۴۲٫۹۱۶۳۹°شمالی ۴۳٫۰۱۱۳۹°شرقی | فرهنگی: (iv)(v)              | ۱٫۰۶ (۲٫۶); buffer zone ۱۹ (۴۷)                        | ۱۹۹۶  | | [ ۸۴ ]               |
| وادی رم                                                                                | منظرهٔ کوهستانی خشک با صخره‌هایی فرسایش یافته.                                                                   | استان عقبه، اردن · ۲۹°۳۸′ شمالی ۳۵°۲۶′ شرقی / ۲۹٫۶۳۳°شمالی ۳۵٫۴۳۳°شرقی                                                | ترکیبی: (iii)(v)(vii)        | ۷۴٬۱۸۰ (۱۸۳٬۳۰۰); buffer zone ۵۹٬۱۷۷ (۱۴۶٬۲۳۰)         | ۲۰۰۵  | ۷۴٬۰۰۰ هکتار زمین، در جنوب اردن و در نزدیکی مرزهای عربستان سعودی که به عنوان اثر ترکیبی طبیعی و فرهنگی ثبت شده‌است. این میراث، مناظر کویری متعددی را داراست که ۲۵٬۰۰۰ سنگ حجاری شده و ۲۰٬۰۰۰ کتیبه را شامل می‌شود و نشان دهندهٔ تکامل فکری بشر و تکوین اولیهٔ الفبا هستند. | [ ۸۵ ]               |
| ایچری‌شهر with the Shirvanshah's Palace و قلعه دختر (باکو)                              | Ruins of underground buildings and a building with cuppola above ground.                                       | آبشرون، جمهوری آذربایجان · ۴۰°۲۲′۰″ شمالی ۴۹°۵۰′۰″ شرقی / ۴۰٫۳۶۶۶۷°شمالی ۴۹٫۸۳۳۳۳°شرقی                                | فرهنگی: (iv)                 | ۲۲ (۵۴)                                                | ۲۰۰۰  | | [ ۸۶ ]               |
| White City of Tel-Aviv—the Modern Movement                                             | White modern building.                                                                                         | تل‌آویو، اسرائیل · ۳۲°۴′۰″ شمالی ۳۴°۴۷′۰″ شرقی / ۳۲٫۰۶۶۶۷°شمالی ۳۴٫۷۸۳۳۳°شرقی                                          | فرهنگی: (ii)(iv)             | ۱۴۰ (۳۵۰); buffer zone ۱۹۷ (۴۹۰)                       | ۲۰۰۳  | | [ ۸۷ ]               |
| زانث-Letoon                                                                            | Ruins of buildings and of an amphitheatre.                                                                     | , استان موغله و استان آنتالیا Provinces, ترکیه · ۳۶°۲۰′۶″ شمالی ۲۹°۱۹′۱۳″ شرقی / ۳۶٫۳۳۵۰۰°شمالی ۲۹٫۳۲۰۲۸°شرقی         | فرهنگی: (ii)(iii)            | ۱۲۶ (۳۱۰); buffer zone ۶۳ (۱۶۰)                        | ۱۹۸۸  | | [ ۸۸ ]               |
| باغ فین کاشان                                                                          | Fin Garden Kushak                                                                                              | استان اصفهان، ایران · ۳۰°۱۰′۰″ شمالی ۵۳°۱۰′۰″ شرقی / ۳۰٫۱۶۶۶۷°شمالی ۵۳٫۱۶۶۶۷°شرقی                                     | فرهنگی: (i)(ii)(iii)(iv)(vi) |                                                        |       | |                      |